# Wir töten Stella (Film)
Wir töten Stella ist ein österreichischer Spielfilm aus dem Jahr 2017 von Julian Roman Pölsler basierend auf der gleichnamigen Erzählung von Marlen Haushofer (1958). Nach Die Wand (2012) ist dies Pölslers zweite Verfilmung eines Haushofer-Romanes. Martina Gedeck ist erneut in einer der Hauptrollen zu sehen. Die Premiere erfolgte am 26. September 2017 auf der Filmkunstmesse Leipzig. Der Film kam in Österreich am 29. September 2017 in die Kinos. In Deutschland startete der Film am 18. Jänner 2018. Im ORF wurde der Film am 25. April 2021 erstmals ausgestrahlt.

## Handlung
Die Hauptfigur Anna schreibt ihre Geschichte nieder, in der sie von der neunzehnjährigen Stella erzählt. Stella verbringt zum Studium einige Zeit bei Anna und ihrer Familie in der Großstadt. Annas Mann Richard ist ein erfolgreicher und gutaussehender Rechtsanwalt, er beginnt mit Stella eine Affäre. Seine Frau beobachtet die Affäre mit kühlem Blick, die kaputte bürgerliche Familienidylle muss mit allen Mitteln aufrechterhalten werden. Richard lässt Stella daher fallen. Nachdem Stella auch noch zu einem Schwangerschaftsabbruch gezwungen worden ist, begeht sie Selbstmord, indem sie sich vor einen Lastwagen wirft. Anna versucht, durch die Niederschrift der Geschichte ihre Mitschuld an dieser Tragödie zu verarbeiten.

## Produktion
Die Dreharbeiten fanden von 30. Mai bis zum 14. Oktober 2016 statt, gedreht wurde in Wien, Niederösterreich, Oberösterreich und der Steiermark, einer der Drehorte war Gosau. Unterstützt wurde der Film vom Österreichischen Filminstitut, dem Filmfonds Wien, den Ländern Niederösterreich und Oberösterreich sowie Filmstandort Austria, beteiligt war der Österreichische Rundfunk. Produziert wurde der Film von der Epo-Film, Koproduzent war die österreichische Juwel Film. Für den Ton zeichnete Walter Fiklocki verantwortlich, für das Kostümbild Ingrid Leibezeder, für das Szenenbild Enid Löser und für das Maskenbild Monika Puymann.
In einigen Szenen wird auf „Die Wand“ verwiesen. Pölsler gab in einem Interview an, er sehe den Film als Prequel zu Die Wand, weil Haushofer den Roman Wir töten Stella (1958) vor Die Wand (1963) schrieb. Er plane, auch den Haushofer-Roman Die Mansarde (1969) zu verfilmen. Alle drei Werke sind in der Ich-Form geschrieben und handeln von einer Frau, die sich etwas von der Seele schreiben möchte. Pölsler habe versucht, in der Stilistik in beiden Filmen gleich zu arbeiten, daher kommen auch wieder Gosau, der Hund und Ulrike Beimpold vor. Aus Gründen der Finanzierung habe er mit Die Wand begonnen, weil seiner Ansicht nach die anderen beiden Teile nicht gefördert worden wären.

## Rezeption
Norbert Mayer bezeichnete in der Tageszeitung Die Presse den Film als Pölslers zweiten gelungenen Versuch über ein Werk von Haushofer. „Die Szenen, in denen man Gedecks Stimme hört, während sie stumm am Fenster steht oder auf ihrem Tablet die Erinnerungen an Stella festhält, sind voller Intensität. […] Die beklemmende Wirkung der Novelle hat die Regie hervorragend umgesetzt. Ihre Stärke liegt in der Nüchternheit einer Sezierübung.“

## Auszeichnungen und Nominierungen
- 2018: Österreichischer Filmpreis 2018 – Nominierung in der Kategorie Bestes Szenenbild (Enid Löser)[11]